# دودو تشيشينادز
دودو تشيشينادز (بالإنجليزية: Dodo Chichinadze)‏ ‏ (1924-2009) هيَ ممثلة أفلام ومسرح جورجية، وُلدت في 28 ديسمبر 1924، وظَهرت في عدد من الأفلام الجورجية وَالسوفييتية.
ظَهرت دودو كممثلة رائدة في مسرح كوت مارجانيشفيلي الدرامي في تبليسي لمدة 10 سنوات تقريباً، وفي عام 2009 كُرمت من قبل حكومة مدينة تبليسي بنجمة تحمل اسمها في خارج مسرح روستافيلي.
تُوفيت دودو في 3 نوفمبر 2009، وكان عمرها آنذاك حوالي 84 عام، ولم يُكشف عن أسباب وفاتها.

## روابط خارجية
- دودو تشيشينادز على موقع IMDb (الإنجليزية)
- دودو تشيشينادز على موقع قاعدة بيانات الفيلم (الإنجليزية)
- أفلامها على مركز جورجيا القومي للسينما.